# The Vanishing (miniserie televisiva)
The Vanishing (in tedesco Das Verschwinden) è una miniserie televisiva drammatica tedesca,  con protagonisti Julia Jentsch e Elisa Schlott, trasmessa il 22 ottobre del 2017.

## Trama
Il giorno del suo ventesimo compleanno Janine Grabowski scompare senza lasciare traccia. Michele la madre di Janine, non è impressionata dagli sforzi della polizia. Cosi inizia la sua indagine personale.

## Episodi
| Stagione       | Episodi | Prima TV originale | Prima TV italiana |
| -------------- | ------- | ------------------ | ----------------- |
| Prima stagione | 4       | 2017               | inedita           |